# Куччолла, Риккардо
Рикка́рдо Куччо́лла (итал. Riccardo Cucciolla; 5 сентября 1924, Бари, Апулия, Италия — 17 сентября 1999, Рим, Лацио, Италия) — итальянский актёр театра и кино.

## Биография
По образованию юрист. Начинал артистическую карьеру как диктор. Принимал участие в озвучивании документальных фильмов, а также в дубляже. Работал в театре. Снимался в кино и на телевидении. Наиболее известная роль — Николло Сакко в картине «Сакко и Ванцетти».

## Избранная фильмография

### Актёр
- 1964 — Они шли на Восток / Italiani brava gente — Санна (Италия—СССР)
- 1965 — Лгунья / La bugiarda
- 1965 — Жизнь Данте / Vita di Dante — рассказчик (мини-сериал)
- 1966 — Франциск Ассизский / Francesco d’Assisi — Леоне (ТВ)
- 1968 — Семь братьев Черви / I sette fratelli Cervi — Джелиндо Черви
- 1968 — Сексуальная революция / La rivoluzione sessuale — Эмилио Миссироли
- 1971 — Следствие закончено, забудьте / L’istruttoria è chiusa: dimentichi — Пезенти
- 1971 — Сакко и Ванцетти / Sacco e Vanzetti — Никола Сакко
- 1972 — Ценный специалист с обеспеченным будущим / Un apprezzato professionista di sicuro avvenire — Никола Перелла
- 1972 — Полицейский / Un flic — Поль Вебер
- 1973 — Убийство Маттеоти / Il delitto Matteotti — Антонио Грамши
- 1974 — Борсалино и компания / Borsalino and Co. — Вольпоне (Франция)
- 1974 — Дикие псы // Cani arrabbiati
- 1975 — В Сантьяго идёт дождь / Il pleut sur Santiago — Оливарес (Франция—Болгария)
- 1974 — Последний день школьных занятий перед рождественскими каникулами / L’ultimo giorno di scuola prima delle vacanze di Natale — Амбро
- 1977 — Антонио Грамши: Тюремные дни / Antonio Gramsci: i giorni del carcere — Антонио Грамши
- 1985 — Спрут 5 — La Piovra 5 — Риккардо Респиги
- 1989 — Ванильно-клубничное мороженое / Vanille fraise — Андреани
- 1997 — Брат нашего Бога / Our God’s Brother — монах

## Награды
- 1971 — Серебряный приз за лучшую мужскую роль 24-го Каннского кинофестиваля («Сакко и Ванцетти»)